# 克莉絲汀·卡修

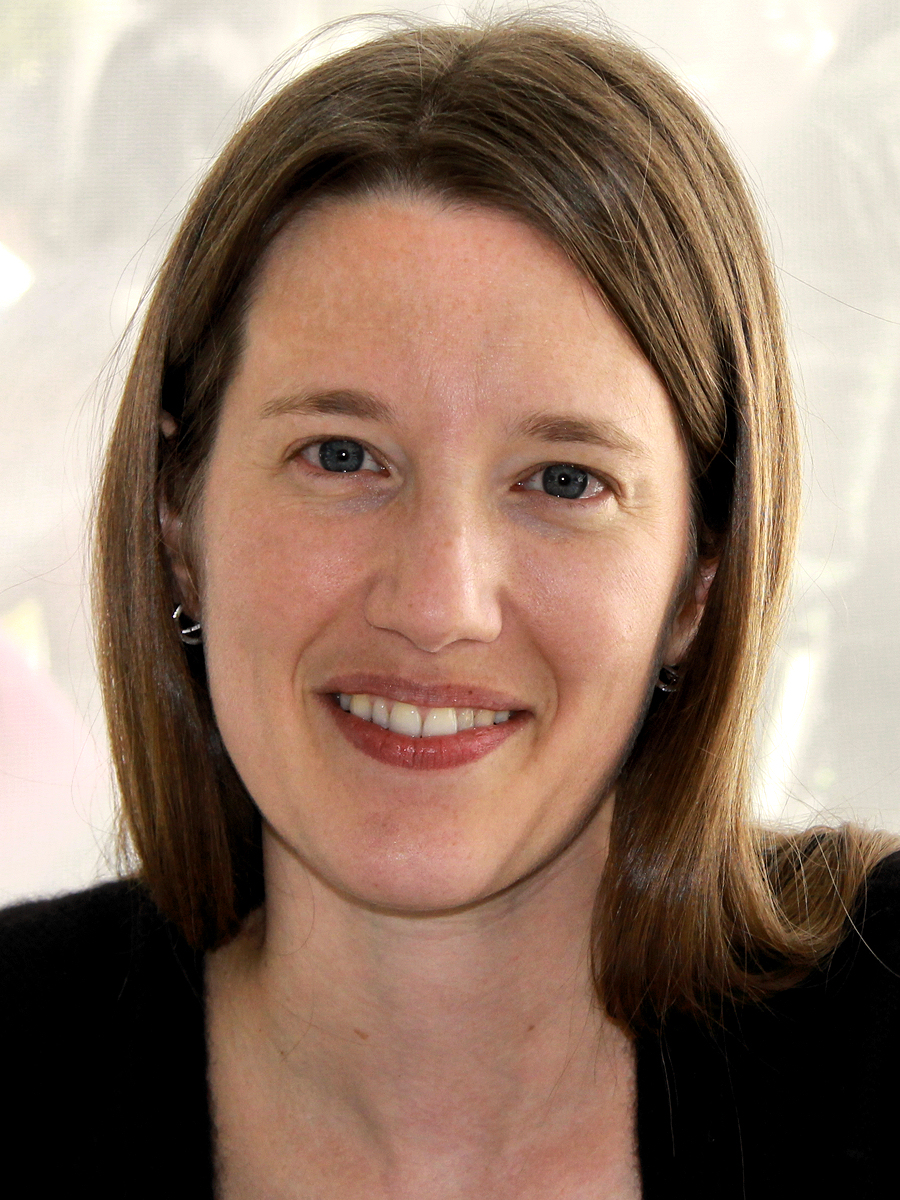
2012年德克萨斯书展上的卡修

克莉丝汀·卡修（Kristin Cashore，1976年—）是一位美国青年奇幻小说作家。

## 早年生活
克莉絲汀·卡修在宾夕法尼亚州的乡村长大，是家里四个女儿中的老二。她拥有威廉姆斯学院的学士学位，2003年获得西蒙斯学院儿童文学研究中心的儿童文学硕士学位。她曾是糖果工厂的包装工，编辑助理，法律助理和自由撰稿人。2017年，她开始在家外的办公室工作，她还在手写所有的小说。

## 文学生涯
她的處女作《杀人恩典》（Graceling）出版于2008年10月。
该书被提名安德烈·诺顿和威廉·C·莫里斯奖。
她的第二本书《Fire》出版于2009年10月，是《Graceling》的前传，获得了阿梅利亚·伊丽莎白·瓦尔登图书奖。
她的第三本书《Bitterblue》出版于2012年5月，这三本书都是Graceling Realm系列的一部分，已售出超过150万册，并已翻译成33种语言。
她的最新作品是《Jane, Unlimited》，于2017年9月发行。
克莉丝汀还为教科书、教师版以及《号角指南》撰写专业著作。

## 作品
- Graceling，2008年10月1日
- Fire（英语：Fire (Cashore novel)），2009年10月5日
- Bitterblue（英语：Bitterblue (Cashore novel)），2012年5月1日
- Jane, Unlimited，2017年9月17日[5]